# Покровський Гощанський жіночий монастир
Покровський Гощанський жіночий монастир — жіночий православний монастир Української православної церкви Московського патріархату, пам'ятка архітектури XVII століття, розташована в селищі міського типу Гоща на Рівненщині. Засновний і тривалий час — чоловічий.

## Історія

### Чоловічий монастир
1639 р. смоленською каштелянкою, княгинею Регіною Соломирецькою-Гойською був заснований Свято-Михайлівський храм на противагу соціанам і їхнім школам (Гоща була найбільшим центром соціанства на Волині в XVII сторіччі). При храмі діяв монастир і була заснована школа. При чому навіть в книгах луцького замку був запис для кого саме цей монастир призначався — «для іноків та приємників грецького віросповідання, які не знаходяться у єднанні з римською церквою, а підлягають під послушання св. Отця Константинопольського патріарха». Монастирю засновниця подарувала село Курозвани та його маєтності. При монастирі одразу була заснована школа. Княгиня зреклася права патронату над монастирем, викреслила його з-під управління Луцько-Острозьких владик, які могли перейти в унію, і віддала в підпорядкування Митрополитові Петрові Могилі і собору Київського Братського монастиря. Опікувався школою сам Петро Могила — митрополит Київський і Галицький. Ректором школи був на той час Інокентій Гізель, згодом він став ректором Києво-Могилянської колегії та архімандритом Києво-Печерської лаври.
В період 1629–1672 років Гощанський Михайлівський чоловічий православний монастир був культурно-освітнім центром на Волині. Окрім Гізеля при школі також працювали видатні постаті національної культури Ігнатій Оксенович-Старушич, Л. Барановський.
Раїна Соломорецька не тільки вибудувала храм святого Михайла, монастирські будівлі, в яких розмістилась філія-академія, а й подарувала ікону Божої Матері — «Заставську» (храм розташовувався за ставами), до якої відбувались величаві прощі.
У 1672 р. під час нападу кримських татар на містечко окремі дерев'яні приміщення цього монастиря були спалені.
У XVIII столітті монастир став греко-натолицьким. Тоді первісний вигляд храму монастиря було змінено.
26 червня 1796 року Свято-Михайлівська церква Гощанського монастиря знову була передана православним, в той час як сама обитель продовжувала своє існування як василіанська. Цілком Гощанський монастир перейшов у відання московського православного духовенства лише в 1833 році.
Сучасного вигляду набула після реконструкції 1888 р.
У радянський період (1939—1991 pp.) монастир було ліквідовано, а монастирські будівлі використовувалися для громадських і господарських потреб.
У 1991 році клопотанням місцевого священника Миколая Галія та церковної громади влада повернула одне приміщення.

### Жіночий монастир
У 1991 році водночас із передачею церковній громаді одного з приміщень на засіданні Священного синоду Української православної церкви, за клопотанням єпископа Рівненського і Острозького Анатолія (нині — архієпископ Сарненський і Поліський), були прийняті рішення про відкриття Свято-Покровського жіночого монастиря. 1994-го монастирю було передана й інша частина приміщень.
За даними щорічника «Рівненська єпархія» у 2010 р. в монастирі мешкала 31 насельниця. З них:
- ігумень — 1,
- монахинь −12,
- інокинь — 14,
- послушниць — 4.

На території монастиря будується Миколаївський храм.

## Архітектура
Свято-Михайлівська церква є одним із ранніх зразків використання у кам'яному будівництві трьохчастинної будівлі об'єму безстовпного храму, який раніше використовували лише у дерев'яній архітектурі. Храм був тридільним та триверхим зі склепом під навою та апсидою. Товщина стін досягає у середній частині церкви 2,3 м. Відлуння готичного стилю позначилося на стрільчатій формі вікон нави та апсиди.
Структура була гармонійною та простою. Саме в простоті і була довершеність. Кожен з трьох об'ємів в інтер'єрі мав вигляд невеликого купольного залу, проте сприймався цілком споріднено завдяки високим подвійним аркам.
Але зі зміною церковних господарів храм зазнає перебудов щоб вигляд нагадував католицькі храми. Так стіни бабинцю та апсиди були надбудовані до одного рівню. Об'єми перекрили двосхилими дахами. Кути об'ємів та східний фасад апсиди були прикрашені пілястрами.
Повернення храму до православного у другій половині XIX століття не відтворило його, а навпаки погіршило вигляд. Над центральною півсферичною банею, яка перекриває наву, збільшили висоту парапету і над ним звели незграбний фальшивий дерев'яний верх.
Унікальністю храму є діючий сонячний годинник, встановлений ще у XVII ст. на стіні будівлі. Тут можна уточнити час на своїх годинниках за сонцем. Біля храму знаходиться чудової форми дзвіниця, яка скликає людей на Службу Божу.

## Інтер'єр
В оздобленні храму поєднується елементи ренесансу та бароко. У ризниці Михайлівської церкви зберігається портрет фундаторки Регіни Соломирецької-Гойської. На аркуші паперу, який тримає жінка в старовинному головному уборі і темній одежі, написано «Prawo na klasztor i skoly w Hoszcy. Roku 1639». Художню цінність має запрестольна ікона у вівтарі та декілька стародруків, серед яких книга «Мінеї», яка була видана в 1761 році в Почаївській лаврі.